# 2010年バンクーバーオリンピックのフィギュアスケート競技・アイスダンス
2010年バンクーバーオリンピックのフィギュアスケート競技・アイスダンスは、国際オリンピック委員会の統括のもとで国際スケート連盟が管理進行し、カナダ・バンクーバーのパシフィック・コロシアムにて実施された。

## 競技日程
| 日時          | 開演  | 終了  | 種目                 |
| ------------- | ----- | ----- | -------------------- |
| 2010年2月19日 | 16:45 | 20:05 | コンパルソリーダンス |
| 2010年2月21日 | 16:15 | 19:45 | オリジナルダンス     |
| 2010年2月22日 | 16:45 | 20:55 | フリーダンス         |
| 2010年2月27日 | 16:30 | 19:00 | エキシビジョン       |

- 日時は現地時間（太平洋標準時）

コンパルソリーダンスとオリジナルダンスには中一日置かれており、この間にはショートトラック競技と、アイスダンス競技の会場練習が行われた。

## 競技結果

### 詳細
- 要素欄の記号表記はフィギュアスケートの採点法#技術の得点を参照。

#### コンパルソリーダンス
課題は2月4日の抽選によりタンゴ・ロマンチカと決定された。
24組での競技が計画されていたが、出場枠1を所持するリトアニアからの出場選手登録がなく、23組での競技となった。
滑走順は、競技開始時点の世界ランキングにより低い方から11組を先、次の4組を中、残りの8組を後に分け、それぞれの中での抽選により決定された。
| 滑走順      | 名前                                                | 名前                                                | 名前                                                                    | 名前                                                | 名前 |
| 滑走順      | 順位 得点                                           | 技術 構成                                           | 要素（GOE・技のできばえ）                                               | 減点                                                |      |
| 第1グループ | 第1グループ                                         | 第1グループ                                         | 第1グループ                                                             | 第1グループ                                         |      |
| ----------- | --------------------------------------------------- | --------------------------------------------------- | ----------------------------------------------------------------------- | --------------------------------------------------- | ---- |
| 1           | アンナ・カッペリーニ / ルカ・ラノッテ               | アンナ・カッペリーニ / ルカ・ラノッテ               | アンナ・カッペリーニ / ルカ・ラノッテ                                   | アンナ・カッペリーニ / ルカ・ラノッテ               |      |
| 1           | 12 33.13                                            | 16.40 16.73                                         | 1S1 (+0.56) 1S2 (+0.20) 1S3 (0.00) 2S1 (+0.14) 2S2 (0.00) 2S3 (0.00)    | 0                                                   |      |
| 2           | ペニー・クームズ / ニコラス・バックランド           | ペニー・クームズ / ニコラス・バックランド           | ペニー・クームズ / ニコラス・バックランド                               | ペニー・クームズ / ニコラス・バックランド           |      |
| 2           | 21 25.68                                            | 13.28 12.40                                         | 1S1 (-0.42) 1S2 (0.00) 1S3 (-0.40) 2S1 (-0.56) 2S2 (0.00) 2S3 (-0.84)   | 0                                                   |      |
| 3           | クリスティーナ・バイアー / ウィリアム・バイアー     | クリスティーナ・バイアー / ウィリアム・バイアー     | クリスティーナ・バイアー / ウィリアム・バイアー                         | クリスティーナ・バイアー / ウィリアム・バイアー     |      |
| 3           | 16 30.31                                            | 15.82 14.49                                         | 1S1 (+0.56) 1S2 (0.00) 1S3 (-0.10) 2S1 (+0.14) 2S2 (0.00) 2S3 (-0.28)   | 0                                                   |      |
| 第2グループ |                                                     |                                                     |                                                                         |                                                     |      |
| 4           | エカテリーナ・ボブロワ / ドミトリー・ソロビエフ     | エカテリーナ・ボブロワ / ドミトリー・ソロビエフ     | エカテリーナ・ボブロワ / ドミトリー・ソロビエフ                         | エカテリーナ・ボブロワ / ドミトリー・ソロビエフ     |      |
| 4           | 17 29.86                                            | 14.50 15.36                                         | 1S1 (+0.14) 1S2 (-0.10) 1S3 (+0.10) 2S1 (-0.42) 2S2 (-0.30) 2S3 (-0.42) | 0                                                   |      |
| 5           | アンナ・ザドロズニュク / セルゲイ・ベルビーロ       | アンナ・ザドロズニュク / セルゲイ・ベルビーロ       | アンナ・ザドロズニュク / セルゲイ・ベルビーロ                           | アンナ・ザドロズニュク / セルゲイ・ベルビーロ       |      |
| 5           | 11 33.87                                            | 17.38 16.49                                         | 1S1 (+0.70) 1S2 (+0.30) 1S3 (+0.30) 2S1 (+0.28) 2S2 (+0.30) 2S3 (0.00)  | 0                                                   |      |
| 6           | 黄欣彤 / 鄭汛                                       | 黄欣彤 / 鄭汛                                       | 黄欣彤 / 鄭汛                                                           | 黄欣彤 / 鄭汛                                       |      |
| 6           | 19 29.22                                            | 15.32 13.90                                         | 1S1 (-0.14) 1S2 (+0.10) 1S3 (0.00) 2S1 (0.00) 2S2 (0.00) 2S3 (-0.14)    | 0                                                   |      |
| 7           | アリソン・リード / オタル・ジャパリゼ               | アリソン・リード / オタル・ジャパリゼ               | アリソン・リード / オタル・ジャパリゼ                                   | アリソン・リード / オタル・ジャパリゼ               |      |
| 7           | 20 26.65                                            | 14.22 12.43                                         | 1S1 (-0.14) 1S2 (-0.10) 1S3 (-0.20) 2S1 (-0.56) 2S2 (0.00) 2S3 (-0.28)  | 0                                                   |      |
| 第3グループ |                                                     |                                                     |                                                                         |                                                     |      |
| 8           | カミラ・ハーイコバー / ダビト・ビンツォウル         | カミラ・ハーイコバー / ダビト・ビンツォウル         | カミラ・ハーイコバー / ダビト・ビンツォウル                             | カミラ・ハーイコバー / ダビト・ビンツォウル         |      |
| 8           | 22 23.19                                            | 12.06 11.13                                         | 1S1 (-0.28) 1S2 (-0.30) 1S3 (-0.40) 2S1 (-1.40) 2S2 (-0.50) 2S3 (-0.56) | 0                                                   |      |
| 9           | ホフマン・ノーラ / マキシム・ザボジン               | ホフマン・ノーラ / マキシム・ザボジン               | ホフマン・ノーラ / マキシム・ザボジン                                   | ホフマン・ノーラ / マキシム・ザボジン               |      |
| 9           | 13 31.90                                            | 16.60 15.30                                         | 1S1 (+0.70) 1S2 (+0.20) 1S3 (-0.10) 2S1 (+0.28) 2S2 (+0.30) 2S3 (-0.28) | 0                                                   |      |
| 10          | キャシー・リード / クリス・リード                   | キャシー・リード / クリス・リード                   | キャシー・リード / クリス・リード                                       | キャシー・リード / クリス・リード                   |      |
| 10          | 18 29.49                                            | 15.10 14.39                                         | 1S1 (0.00) 1S2 (-0.10) 1S3 (-0.10) 2S1 (0.00) 2S2 (-0.20) 2S3 (0.00)    | 0                                                   |      |
| 11          | イリーナ・シュトルク / タービ・ラント               | イリーナ・シュトルク / タービ・ラント               | イリーナ・シュトルク / タービ・ラント                                   | イリーナ・シュトルク / タービ・ラント               |      |
| 11          | 23 21.73                                            | 11.18 10.55                                         | 1S1 (-0.70) 1S2 (-0.50) 1S3 (-0.60) 2S1 (-1.12) 2S2 (-0.70) 2S3 (-0.70) | 0                                                   |      |
| 第4グループ |                                                     |                                                     |                                                                         |                                                     |      |
| 12          | イザベル・ドロベル / オリヴィエ・シェーンフェルダー | イザベル・ドロベル / オリヴィエ・シェーンフェルダー | イザベル・ドロベル / オリヴィエ・シェーンフェルダー                     | イザベル・ドロベル / オリヴィエ・シェーンフェルダー |      |
| 12          | 6 37.99                                             | 18.44 19.55                                         | 1S1 (+0.70) 1S2 (+0.40) 1S3 (+0.50) 2S1 (+0.56) 2S2 (+0.50) 2S3 (+0.28) | 0                                                   |      |
| 13          | ヴァネッサ・クローン / ポール・ポワリエ             | ヴァネッサ・クローン / ポール・ポワリエ             | ヴァネッサ・クローン / ポール・ポワリエ                                 | ヴァネッサ・クローン / ポール・ポワリエ             |      |
| 13          | 15 31.14                                            | 16.22 14.92                                         | 1S1 (+0.42) 1S2 (+0.30) 1S3 (-0.10) 2S1 (0.00) 2S2 (+0.10) 2S3 (0.00)   | 0                                                   |      |
| 14          | エミリー・サミュエルソン / エヴァン・ベイツ         | エミリー・サミュエルソン / エヴァン・ベイツ         | エミリー・サミュエルソン / エヴァン・ベイツ                             | エミリー・サミュエルソン / エヴァン・ベイツ         |      |
| 14          | 14 31.37                                            | 16.04 15.33                                         | 1S1 (+0.14) 1S2 (+0.20) 1S3 (+0.20) 2S1 (0.00) 2S2 (0.00) 2S3 (0.00)    | 0                                                   |      |
| 15          | アレクサンドラ・ザレツキー / ロマン・ザレツキー     | アレクサンドラ・ザレツキー / ロマン・ザレツキー     | アレクサンドラ・ザレツキー / ロマン・ザレツキー                         | アレクサンドラ・ザレツキー / ロマン・ザレツキー     |      |
| 15          | 10 34.38                                            | 17.42 16.96                                         | 1S1 (+0.70) 1S2 (+0.40) 1S3 (+0.10) 2S1 (+0.14) 2S2 (+0.30) 2S3 (+0.28) | 0                                                   |      |
| 第5グループ |                                                     |                                                     |                                                                         |                                                     |      |
| 16          | ナタリー・ペシャラ / ファビアン・ブルザ             | ナタリー・ペシャラ / ファビアン・ブルザ             | ナタリー・ペシャラ / ファビアン・ブルザ                                 | ナタリー・ペシャラ / ファビアン・ブルザ             |      |
| 16          | 9 36.13                                             | 17.72 18.41                                         | 1S1 (+0.42) 1S2 (+0.40) 1S3 (+0.50) 2S1 (+0.28) 2S2 (+0.20) 2S3 (+0.42) | 0                                                   |      |
| 17          | メリル・デイヴィス / チャーリー・ホワイト           | メリル・デイヴィス / チャーリー・ホワイト           | メリル・デイヴィス / チャーリー・ホワイト                               | メリル・デイヴィス / チャーリー・ホワイト           |      |
| 17          | 3 41.47                                             | 20.46 21.01                                         | 1S1 (+0.98) 1S2 (+0.80) 1S3 (+0.80) 2S1 (+0.98) 2S2 (+0.70) 2S3 (+0.70) | 0                                                   |      |
| 18          | オクサナ・ドムニナ / マキシム・シャバリン           | オクサナ・ドムニナ / マキシム・シャバリン           | オクサナ・ドムニナ / マキシム・シャバリン                               | オクサナ・ドムニナ / マキシム・シャバリン           |      |
| 18          | 1 43.76                                             | 21.92 21.84                                         | 1S1 (+1.40) 1S2 (+0.70) 1S3 (+0.90) 2S1 (+1.40) 2S2 (+0.90) 2S3 (+1.12) | 0                                                   |      |
| 19          | ヤナ・ホフロワ / セルゲイ・ノビツキー               | ヤナ・ホフロワ / セルゲイ・ノビツキー               | ヤナ・ホフロワ / セルゲイ・ノビツキー                                   | ヤナ・ホフロワ / セルゲイ・ノビツキー               |      |
| 19          | 7 37.18                                             | 18.28 18.90                                         | 1S1 (+0.84) 1S2 (+0.30) 1S3 (+0.50) 2S1 (+0.42) 2S2 (+0.30) 2S3 (+0.42) | 0                                                   |      |
| 第6グループ |                                                     |                                                     |                                                                         |                                                     |      |
| 20          | タニス・ベルビン / ベンジャミン・アゴスト           | タニス・ベルビン / ベンジャミン・アゴスト           | タニス・ベルビン / ベンジャミン・アゴスト                               | タニス・ベルビン / ベンジャミン・アゴスト           |      |
| 20          | 4 40.83                                             | 20.16 20.67                                         | 1S1 (+0.98) 1S2 (+0.70) 1S3 (+0.80) 2S1 (+0.84) 2S2 (+0.50) 2S3 (+0.84) | 0                                                   |      |
| 21          | フェデリカ・ファイエラ / マッシモ・スカリ           | フェデリカ・ファイエラ / マッシモ・スカリ           | フェデリカ・ファイエラ / マッシモ・スカリ                               | フェデリカ・ファイエラ / マッシモ・スカリ           |      |
| 21          | 5 39.88                                             | 19.82 20.06                                         | 1S1 (+1.12) 1S2 (+0.60) 1S3 (+0.50) 2S1 (+0.70) 2S2 (+0.70) 2S3 (+0.70) | 0                                                   |      |
| 22          | シネイド・ケアー / ジョン・ケアー                   | シネイド・ケアー / ジョン・ケアー                   | シネイド・ケアー / ジョン・ケアー                                       | シネイド・ケアー / ジョン・ケアー                   |      |
| 22          | 8 37.02                                             | 18.04 18.98                                         | 1S1 (+0.70) 1S2 (+0.40) 1S3 (+0.20) 2S1 (+0.56) 2S2 (+0.40) 2S3 (+0.28) | 0                                                   |      |
| 23          | テッサ・ヴァーチュ / スコット・モイア               | テッサ・ヴァーチュ / スコット・モイア               | テッサ・ヴァーチュ / スコット・モイア                                   | テッサ・ヴァーチュ / スコット・モイア               |      |
| 23          | 2 42.74                                             | 21.40 21.34                                         | 1S1 (+1.40) 1S2 (+1.00) 1S3 (+0.70) 2S1 (+0.98) 2S2 (+0.70) 2S3 (+1.12) | 0                                                   |      |

#### オリジナルダンス
課されたテーマは民俗音楽・民族舞踊で、今シーズンの国際スケート連盟の各競技会と同じである。
滑走順は、コンパルソリーダンスの成績の低い方から低い方から13組を先、残りの10組を後に分け、それぞれの中では抽選により決定された。
| 滑走順      | 名前                                                | 名前                                                | 名前 | 名前                                                               | 名前                                                | 名前                                                |
| 滑走順      | OD 順位 得点                                        | 技術 構成                                           | プログラム使用曲 | 要素（GOE・技のできばえ）                                          | 減点                                                | 累積 順位 得点                                      |
| 第1グループ | 第1グループ                                         | 第1グループ                                         | 第1グループ | 第1グループ                                                        | 第1グループ                                         | 第1グループ                                         |
| ----------- | --------------------------------------------------- | --------------------------------------------------- | --- | ------------------------------------------------------------------ | --------------------------------------------------- | --------------------------------------------------- |
| 1           | アリソン・リード / オタル・ジャパリゼ               | アリソン・リード / オタル・ジャパリゼ               | アリソン・リード / オタル・ジャパリゼ | アリソン・リード / オタル・ジャパリゼ                              | アリソン・リード / オタル・ジャパリゼ               | アリソン・リード / オタル・ジャパリゼ               |
| 1           | 21 42.22                                            | 22.50 19.72                                         | Bukinagari , Iloumi（グルジアの民族舞踊） | NtMiSt3 (0.00) SlLi4 (+0.20) DiSt2 (-0.40) SqTw2 (-0.70) Li+TRANS  | 0                                                   | 21 68.87                                            |
| 2           | アンナ・カッペリーニ / ルカ・ラノッテ               | アンナ・カッペリーニ / ルカ・ラノッテ               | アンナ・カッペリーニ / ルカ・ラノッテ | アンナ・カッペリーニ / ルカ・ラノッテ                              | アンナ・カッペリーニ / ルカ・ラノッテ               | アンナ・カッペリーニ / ルカ・ラノッテ               |
| 2           | 12 51.45                                            | 26.50 24.95                                         | 帰れソレントへ（イタリア民謡） 、ラ・ダンツァ（ナポリのタランテラ）（作曲：ロッシーニ）                                                                  | CiSt3 (+0.40) SlLi4 (+0.50) SqTw4 (+0.30) NtMiSt2 (+0.60) Li+TRANS | 0                                                   | 12 84.58                                            |
| 3           | ヴァネッサ・クローン / ポール・ポワリエ             | ヴァネッサ・クローン / ポール・ポワリエ             | ヴァネッサ・クローン / ポール・ポワリエ | ヴァネッサ・クローン / ポール・ポワリエ                            | ヴァネッサ・クローン / ポール・ポワリエ             | ヴァネッサ・クローン / ポール・ポワリエ             |
| 3           | 17 48.17                                            | 24.00 24.17                                         | マラガにて（演奏：ロジャー・スカヌラ） | NtMiSt3 (+0.20) RoLi4 (+0.60) SqTw2 (-0.20) DiSt2 (0.00) Li+TRANS  | 0                                                   | 17 79.31                                            |
| 4           | カミラ・ハーイコバー / ダビト・ビンツォウル         | カミラ・ハーイコバー / ダビト・ビンツォウル         | カミラ・ハーイコバー / ダビト・ビンツォウル | カミラ・ハーイコバー / ダビト・ビンツォウル                        | カミラ・ハーイコバー / ダビト・ビンツォウル         | カミラ・ハーイコバー / ダビト・ビンツォウル         |
| 4           | 22 40.54                                            | 22.10 18.44                                         | 王様のお通り (Jízda králů) （チェコ舞踊 ） , Anicka , Dusicka（チェコのポルカ）                                                                          | CiSt2 (-0.60) NtMiSt2 (-0.40) SqTw4 (-1.00) RoLi4 (+0.20) Li+TRANS | 0                                                   | 22 63.73                                            |
| 第2グループ |                                                     |                                                     | |                                                                    |                                                     |                                                     |
| 5           | イリーナ・シュトルク / タービ・ラント               | イリーナ・シュトルク / タービ・ラント               | イリーナ・シュトルク / タービ・ラント | イリーナ・シュトルク / タービ・ラント                              | イリーナ・シュトルク / タービ・ラント               | イリーナ・シュトルク / タービ・ラント               |
| 5           | 23 35.21                                            | 19.90 16.31                                         | パルヌのポルカ、Erni Kasesaluのワルツ | SqTw2 (-1.40) CiSt2 (-1.00) NtMiSt2 (0.00) SlLi4 (-0.10)           | 1 転倒                                              | 23 56.94                                            |
| 6           | ホフマン・ノーラ / マキシム・ザボジン               | ホフマン・ノーラ / マキシム・ザボジン               | ホフマン・ノーラ / マキシム・ザボジン | ホフマン・ノーラ / マキシム・ザボジン                              | ホフマン・ノーラ / マキシム・ザボジン               | ホフマン・ノーラ / マキシム・ザボジン               |
| 6           | 13 51.22                                            | 25.70 25.52                                         | チャールダーシュ | DiSt3 (+0.80) SqTw4 (+0.50) RoLi4 (+0.30) NtMiSt2 (-0.60) Li+TRANS | 0                                                   | 14 83.12                                            |
| 7           | エミリー・サミュエルソン / エヴァン・ベイツ         | エミリー・サミュエルソン / エヴァン・ベイツ         | エミリー・サミュエルソン / エヴァン・ベイツ | エミリー・サミュエルソン / エヴァン・ベイツ                        | エミリー・サミュエルソン / エヴァン・ベイツ         | エミリー・サミュエルソン / エヴァン・ベイツ         |
| 7           | 11 53.99                                            | 28.60 25.39                                         | ディクシー・チックスメドレー | CiSt3 (+1.00) SlLi4 (+0.50) SqTw4 (+0.40) NtMiSt3 (+1.00) Li+TRANS | 0                                                   | 11 85.36                                            |
| 8           | エカテリーナ・ボブロワ / ドミトリー・ソロビエフ     | エカテリーナ・ボブロワ / ドミトリー・ソロビエフ     | エカテリーナ・ボブロワ / ドミトリー・ソロビエフ | エカテリーナ・ボブロワ / ドミトリー・ソロビエフ                    | エカテリーナ・ボブロワ / ドミトリー・ソロビエフ     | エカテリーナ・ボブロワ / ドミトリー・ソロビエフ     |
| 8           | 15 50.61                                            | 25.60 25.01                                         | ロシア水兵の踊り | SqTw4 (+0.60) NtMiSt2 (0.00) CiSt3 (-0.20) RoLi4 (+0.50)           | 0                                                   | 15 80.47                                            |
| 第3グループ |                                                     |                                                     | |                                                                    |                                                     |                                                     |
| 9           | クリスティーナ・バイアー / ウィリアム・バイアー     | クリスティーナ・バイアー / ウィリアム・バイアー     | クリスティーナ・バイアー / ウィリアム・バイアー | クリスティーナ・バイアー / ウィリアム・バイアー                    | クリスティーナ・バイアー / ウィリアム・バイアー     | クリスティーナ・バイアー / ウィリアム・バイアー     |
| 9           | 18 46.42                                            | 25.00 21.42                                         | ハワイアンダンス | SqTw4 (+0.10) NtMiSt3 (0.00) CiSt2 (-0.20) SlLi4 (+0.20) Li+TRANS  | 0                                                   | 18 76.73                                            |
| 10          | キャシー・リード / クリス・リード                   | キャシー・リード / クリス・リード                   | キャシー・リード / クリス・リード | キャシー・リード / クリス・リード                                  | キャシー・リード / クリス・リード                   | キャシー・リード / クリス・リード                   |
| 10          | 14 50.81                                            | 27.70 23.11                                         | さくらさくら（日本古謡） 、Lion（曲：鼓童） | NtMiSt3 (+1.00) CuLi4 (+0.40) SqTw4 (-0.20) CiSt3 (+0.80) Li+TRANS | 0                                                   | 16 80.30                                            |
| 11          | 黄欣彤 / 鄭汛                                       | 黄欣彤 / 鄭汛                                       | 黄欣彤 / 鄭汛 | 黄欣彤 / 鄭汛                                                      | 黄欣彤 / 鄭汛                                       | 黄欣彤 / 鄭汛                                       |
| 11          | 20 45.03                                            | 22.70 22.33                                         | 『その男ゾルバ』のテーマ（作曲：ミキス・テオドラキス）                                                                                                   | CiSt2 (+0.20) NtMiSt1 (0.00) SqTw3 (+0.10) RoLi4 (+0.30) Li+TRANS  | 0                                                   | 19 74.25                                            |
| 12          | アンナ・ザドロズニュク / セルゲイ・ベルビーロ       | アンナ・ザドロズニュク / セルゲイ・ベルビーロ       | アンナ・ザドロズニュク / セルゲイ・ベルビーロ | アンナ・ザドロズニュク / セルゲイ・ベルビーロ                      | アンナ・ザドロズニュク / セルゲイ・ベルビーロ       | アンナ・ザドロズニュク / セルゲイ・ベルビーロ       |
| 12          | 16 50.02                                            | 24.30 25.72                                         | V Nochok, ホパーク（ウクライナの民族舞踊） | SqTw4 (-0.10) DiSt2 (+0.20) NtMiSt2 (0.00) RoLi4 (+0.30) Li+TRANS  | 0                                                   | 13 83.89                                            |
| 13          | ペニー・クームズ / ニコラス・バックランド           | ペニー・クームズ / ニコラス・バックランド           | ペニー・クームズ / ニコラス・バックランド | ペニー・クームズ / ニコラス・バックランド                          | ペニー・クームズ / ニコラス・バックランド           | ペニー・クームズ / ニコラス・バックランド           |
| 13          | 19 46.33                                            | 24.60 21.73                                         | 太陽を巡るリール、キャスリーン伯爵夫人（リバーダンスより、曲：ビル・ウィーラン）                                                                         | RoLi4 (+0.60) CiSt2 (0.00) SqTw4 (-0.10) Li+TRANS NtMiSt2 (+0.20)  | 0                                                   | 20 72.01                                            |
| 第4グループ |                                                     |                                                     | |                                                                    |                                                     |                                                     |
| 14          | ヤナ・ホフロワ / セルゲイ・ノビツキー               | ヤナ・ホフロワ / セルゲイ・ノビツキー               | ヤナ・ホフロワ / セルゲイ・ノビツキー | ヤナ・ホフロワ / セルゲイ・ノビツキー                              | ヤナ・ホフロワ / セルゲイ・ノビツキー               | ヤナ・ホフロワ / セルゲイ・ノビツキー               |
| 14          | 9 55.57                                             | 26.10 29.47                                         | ピーチェル街道に沿って（ロシア民謡、演奏：ムスリム・マゴマエフ）                                                                                         | NtMiSt2 (+1.20) SqTw3 (+0.20) SlLi4 (+0.80) CiSt2 (+0.80) Li+TRANS | 0                                                   | 9 92.75                                             |
| 15          | イザベル・ドロベル / オリヴィエ・シェーンフェルダー | イザベル・ドロベル / オリヴィエ・シェーンフェルダー | イザベル・ドロベル / オリヴィエ・シェーンフェルダー | イザベル・ドロベル / オリヴィエ・シェーンフェルダー                | イザベル・ドロベル / オリヴィエ・シェーンフェルダー | イザベル・ドロベル / オリヴィエ・シェーンフェルダー |
| 15          | 7 58.68                                             | 27.40 32.28                                         | フレンチカンカン | SqTw2 (+0.80) NtMiSt2 (+1.60) DiSt2 (+1.60) RoLi4 (+1.00) Li+TRANS | 1 リフト 時間 超過                                  | 6 96.67                                             |
| 16          | シネイド・ケアー / ジョン・ケアー                   | シネイド・ケアー / ジョン・ケアー                   | シネイド・ケアー / ジョン・ケアー | シネイド・ケアー / ジョン・ケアー                                  | シネイド・ケアー / ジョン・ケアー                   | シネイド・ケアー / ジョン・ケアー                   |
| 16          | 8 56.76                                             | 27.30 29.46                                         | I've Been Everywhere（歌：ジョニー・キャッシュ） | NtMiSt3 (+1.20) SqTw3 (-0.30) SlLi4 (+0.50) CiSt3 (+1.00) Li+TRANS | 0                                                   | 8 93.78                                             |
| 17          | フェデリカ・ファイエラ / マッシモ・スカリ           | フェデリカ・ファイエラ / マッシモ・スカリ           | フェデリカ・ファイエラ / マッシモ・スカリ | フェデリカ・ファイエラ / マッシモ・スカリ                          | フェデリカ・ファイエラ / マッシモ・スカリ           | フェデリカ・ファイエラ / マッシモ・スカリ           |
| 17          | 5 60.18                                             | 28.60 31.58                                         | カラブリアのタランテラピッツィカータ、ナポリ風タランテラ・タムリアータ（イタリア民謡）                                                                   | CuLi4 (+0.70) NtMiSt4 (+1.20) SqTw2 (+0.50) CiSt3 (+1.00) Li+TRANS | 0                                                   | 5 100.06                                            |
| 18          | オクサナ・ドムニナ / マキシム・シャバリン           | オクサナ・ドムニナ / マキシム・シャバリン           | オクサナ・ドムニナ / マキシム・シャバリン | オクサナ・ドムニナ / マキシム・シャバリン                          | オクサナ・ドムニナ / マキシム・シャバリン           | オクサナ・ドムニナ / マキシム・シャバリン           |
| 18          | 3 62.84                                             | 29.80 33.04                                         | アボリジニの踊り（編曲：Alexander Goldstin） | SqTw4 (+0.90) NtMiSt3 (+1.00) CiSt3 (+1.40) SlLi4 (+0.80) Li+TRANS | 0                                                   | 3 106.60                                            |
| 第5グループ |                                                     |                                                     | |                                                                    |                                                     |                                                     |
| 19          | メリル・デイヴィス / チャーリー・ホワイト           | メリル・デイヴィス / チャーリー・ホワイト           | メリル・デイヴィス / チャーリー・ホワイト | メリル・デイヴィス / チャーリー・ホワイト                          | メリル・デイヴィス / チャーリー・ホワイト           | メリル・デイヴィス / チャーリー・ホワイト           |
| 19          | 2 67.08                                             | 32.60 34.48                                         | カジュラ・レ（映画『Bunty Aur Babli』サウンドトラックより）、シルシラ・イェ・チャーハト・カ , ドラ・レ・ドラ（映画『デーヴダース』サウンドトラックより） | NtMiSt3 (+2.00) CuLi4 (+1.00) CiSt4 (+1.80) SqTw4 (+1.30) Li+TRANS | 0                                                   | 2 108.55                                            |
| 20          | ナタリー・ペシャラ / ファビアン・ブルザ             | ナタリー・ペシャラ / ファビアン・ブルザ             | ナタリー・ペシャラ / ファビアン・ブルザ | ナタリー・ペシャラ / ファビアン・ブルザ                            | ナタリー・ペシャラ / ファビアン・ブルザ             | ナタリー・ペシャラ / ファビアン・ブルザ             |
| 20          | 6 59.99                                             | 29.90 30.09                                         | Thank God, I'm a Country Boy（作曲：Roy Rivers, ドリー・パートン） , It's not over now（作曲：Dale Watson）                                              | NtMiSt3 (+1.60) SlLi4 (+0.90) CiSt3 (+1.20) SqTw4 (+0.50) Li+TRANS | 0                                                   | 7 96.12                                             |
| 21          | アレクサンドラ・ザレツキー / ロマン・ザレツキー     | アレクサンドラ・ザレツキー / ロマン・ザレツキー     | アレクサンドラ・ザレツキー / ロマン・ザレツキー | アレクサンドラ・ザレツキー / ロマン・ザレツキー                    | アレクサンドラ・ザレツキー / ロマン・ザレツキー     | アレクサンドラ・ザレツキー / ロマン・ザレツキー     |
| 21          | 10 55.24                                            | 27.30 27.94                                         | ハバ・ナギラ（イディッシュ民謡） | SqTw4 (0.00) CiSt3 (+1.20) CuLi4 (+0.60) NtMiSt2 (+0.80) Li+TRANS  | 0                                                   | 10 89.62                                            |
| 22          | テッサ・ヴァーチュ / スコット・モイア               | テッサ・ヴァーチュ / スコット・モイア               | テッサ・ヴァーチュ / スコット・モイア | テッサ・ヴァーチュ / スコット・モイア                              | テッサ・ヴァーチュ / スコット・モイア               | テッサ・ヴァーチュ / スコット・モイア               |
| 22          | 1 68.41                                             | 32.90 35.51                                         | Farrulas（曲：ペペ・ロメロ） | CiSt3 (+2.40) SqTw4 (+1.30) CuLi4 (+1.30) NtMiSt3 (+2.20) Li+TRANS | 0                                                   | 1 111.15                                            |
| 23          | タニス・ベルビン / ベンジャミン・アゴスト           | タニス・ベルビン / ベンジャミン・アゴスト           | タニス・ベルビン / ベンジャミン・アゴスト | タニス・ベルビン / ベンジャミン・アゴスト                          | タニス・ベルビン / ベンジャミン・アゴスト           | タニス・ベルビン / ベンジャミン・アゴスト           |
| 23          | 4 62.50                                             | 30.10 32.40                                         | モルダビアの民族舞踊 | SlLi4 (+1.00) NtMiSt3 (+1.80) SqTw4 (+0.60) CiSt3 (+1.00) Li+TRANS | 0                                                   | 4 103.33                                            |

#### フリーダンス
滑走順は、オリジナルダンス終了時での成績の低い方から4または5組ずつに区切り、成績の低いグループから先に、同じグループ内では抽選により決定された。
| 滑走順      | 名前                                                | 名前                                                | 名前 | 名前 | 名前                                                | 名前                                                |
| 滑走順      | FD 順位 得点                                        | 技術 構成                                           | プログラム使用曲 | 要素（GOE・技のできばえ） | 減点                                                | 最終 順位 得点                                      |
| 第1グループ | 第1グループ                                         | 第1グループ                                         | 第1グループ | 第1グループ | 第1グループ                                         | 第1グループ                                         |
| ----------- | --------------------------------------------------- | --------------------------------------------------- | --- | --- | --------------------------------------------------- | --------------------------------------------------- |
| 1           | カミラ・ハーイコバー / ダビト・ビンツォウル         | カミラ・ハーイコバー / ダビト・ビンツォウル         | カミラ・ハーイコバー / ダビト・ビンツォウル                                                                                 | カミラ・ハーイコバー / ダビト・ビンツォウル                                                                                       | カミラ・ハーイコバー / ダビト・ビンツォウル         | カミラ・ハーイコバー / ダビト・ビンツォウル         |
| 1           | 21 70.08                                            | 41.30 28.78                                         | 水に流して , ざわめくダンス・パーティ（作曲：エディット・ピアフ、歌：Radka Fišarová）                                       | CoSp4 (+0.30) CuLi4+RoLi4 (+0.50) STw4 (-0.10) MiSt3 (0.00) RoLi4 (0.00) CiSt2 (-0.40) SlLi4 (+0.20) Li+TRANS Li+TRANS            | 0                                                   | 21 133.81                                           |
| 2           | イリーナ・シュトルク / タービ・ラント               | イリーナ・シュトルク / タービ・ラント               | イリーナ・シュトルク / タービ・ラント                                                                                       | イリーナ・シュトルク / タービ・ラント                                                                                             | イリーナ・シュトルク / タービ・ラント               | イリーナ・シュトルク / タービ・ラント               |
| 2           | 23 58.24                                            | 35.10 24.14                                         | ナッシング・エルス・マターズ「メタリカ」より 曲：メタリカ）                                                                 | STw3 (-0.80) CoSp2 (0.00) RRoLi4 (+0.20) CuLi4 (+0.40) RoLi4 (+0.10) DiSt1 (-0.60) CiSt2 (-1.40)                                  | 1 リフト 時間 超過                                  | 23 115.18                                           |
| 3           | ペニー・クームズ / ニコラス・バックランド           | ペニー・クームズ / ニコラス・バックランド           | ペニー・クームズ / ニコラス・バックランド                                                                                   | ペニー・クームズ / ニコラス・バックランド                                                                                         | ペニー・クームズ / ニコラス・バックランド           | ペニー・クームズ / ニコラス・バックランド           |
| 3           | 19 71.60                                            | 41.30 31.30                                         | パヴァーヌ（歌：Myleene Klass）、サラバンド（曲：エスカーラ）                                                               | CiSt3 (+0.40) RoLi4 (+0.10) CuLi4+RoLi4 (+0.80) STw4 (-0.40) DiSt3 (0.00) CoSp4 (-0.10) CuLi2 (+0.40) Li+TRANS                    | 1 リフト 時間 超過                                  | 20 143.61                                           |
| 4           | アリソン・リード / オタル・ジャパリゼ               | アリソン・リード / オタル・ジャパリゼ               | アリソン・リード / オタル・ジャパリゼ                                                                                       | アリソン・リード / オタル・ジャパリゼ                                                                                             | アリソン・リード / オタル・ジャパリゼ               | アリソン・リード / オタル・ジャパリゼ               |
| 4           | 22 63.45                                            | 36.30 28.15                                         | Crusaders of the Light , Preliator（作曲：Yoav Goren）                                                                      | CoSp2 (0.00) STw3 (-0.60) CuLi4 (+0.50) CuLi4+RoLi4 (+0.20) CiSt2 (0.00) SlLi4 (+0.40) MiSt1 (-1.40) Li+TRANS                     | 1 転倒                                              | 22 132.32                                           |
| 第2グループ |                                                     |                                                     | | |                                                     |                                                     |
| 5           | キャシー・リード / クリス・リード                   | キャシー・リード / クリス・リード                   | キャシー・リード / クリス・リード                                                                                           | キャシー・リード / クリス・リード                                                                                                 | キャシー・リード / クリス・リード                   | キャシー・リード / クリス・リード                   |
| 5           | 16 79.30                                            | 42.50 36.80                                         | 『天使と悪魔』より（作曲：ハンス・ジマー）                                                                                  | CuLi4 (+0.70) STw3 (+0.40) CiSt3 (+0.60) SlLi4+RoLi4 (+0.50) CoSp3 (+0.30) MiSt2 (+0.60) RoLi4 (+0.10)                            | 0                                                   | 17 159.60                                           |
| 6           | クリスティーナ・バイアー / ウィリアム・バイアー     | クリスティーナ・バイアー / ウィリアム・バイアー     | クリスティーナ・バイアー / ウィリアム・バイアー                                                                             | クリスティーナ・バイアー / ウィリアム・バイアー                                                                                   | クリスティーナ・バイアー / ウィリアム・バイアー     | クリスティーナ・バイアー / ウィリアム・バイアー     |
| 6           | 18 72.91                                            | 38.90 34.01                                         | 交響曲第7番 , 交響曲第9番（作曲：ベートーヴェン）                                                                           | STw4 (0.00) RoLi4 (+0.30) DiSt3 (0.00) CoSp3 (+0.40) SeLi2 (+0.10) CiSt2 (0.00) SlLi4 (+0.40) Li+TRANS                            | 0                                                   | 18 149.64                                           |
| 7           | ヴァネッサ・クローン / ポール・ポワリエ             | ヴァネッサ・クローン / ポール・ポワリエ             | ヴァネッサ・クローン / ポール・ポワリエ                                                                                     | ヴァネッサ・クローン / ポール・ポワリエ                                                                                           | ヴァネッサ・クローン / ポール・ポワリエ             | ヴァネッサ・クローン / ポール・ポワリエ             |
| 7           | 12 85.29                                            | 45.40 39.89                                         | ノクターン（演奏：ルチア・ミカレリィ , 編曲：ポール・シュヴァルツ） , ボヘミアン・ラプソディ（作曲：クイーン）              | CuLi4+RoLi4 (+0.90) SeSt2 (+0.80) StaLi4 (+0.80) STw4 (+0.40) SlLi4 (+0.90) DiSt3 (+0.20) CoSp4 (+0.60) Li+TRANS Li+TRANS         | 0                                                   | 14 164.60                                           |
| 8           | 黄欣彤 / 鄭汛                                       | 黄欣彤 / 鄭汛                                       | 黄欣彤 / 鄭汛 | 黄欣彤 / 鄭汛 | 黄欣彤 / 鄭汛                                       | 黄欣彤 / 鄭汛                                       |
| 8           | 20 71.27                                            | 37.70 33.57                                         | アルビノーニのアダージョ（作曲：レモ・ジャゾット）                                                                          | CoSp4 (+0.20) STw2 (-0.40) CuLi4 (+0.60) SlLi4 (0.00) CiSt1 (0.00) CuLi4+RoLi4 (+0.40) DiSt1 (0.00) Li+TRANS Li+TRANS             | 0                                                   | 19 145.52                                           |
| 第3グループ |                                                     |                                                     | | |                                                     |                                                     |
| 9           | アンナ・カッペリーニ / ルカ・ラノッテ               | アンナ・カッペリーニ / ルカ・ラノッテ               | アンナ・カッペリーニ / ルカ・ラノッテ                                                                                       | アンナ・カッペリーニ / ルカ・ラノッテ                                                                                             | アンナ・カッペリーニ / ルカ・ラノッテ               | アンナ・カッペリーニ / ルカ・ラノッテ               |
| 9           | 15 82.74                                            | 44.60 39.14                                         | レクイエム・フォー・ドリーム（作曲：クリント・マンセル）                                                                    | CoSp4 (+0.30) SlLi4 (+0.70) STw4 (+0.70) CiSt2 (+0.60) SlLi4+RoLi4 (+0.50) DiSt3 (+0.40) RoLi4 (+0.60)                            | 1 リフト 時間 超過                                  | 12 167.32                                           |
| 10          | アンナ・ザドロズニュク / セルゲイ・ベルビーロ       | アンナ・ザドロズニュク / セルゲイ・ベルビーロ       | アンナ・ザドロズニュク / セルゲイ・ベルビーロ                                                                               | アンナ・ザドロズニュク / セルゲイ・ベルビーロ                                                                                     | アンナ・ザドロズニュク / セルゲイ・ベルビーロ       | アンナ・ザドロズニュク / セルゲイ・ベルビーロ       |
| 10          | 17 79.26                                            | 39.20 40.06                                         | Vivre Pour Le Meilleur（曲：ジョニー・アリディ）                                                                            | SlLi4+RoLi4 (+0.80) STw4 (-0.30) RoLi4 (+0.40) CiSt2 (0.00) CuLi2 (+0.50) CoSp3 (0.00) MiSt2 (0.00) Li+TRANS                      | 0                                                   | 16 163.15                                           |
| 11          | ホフマン・ノーラ / マキシム・ザボジン               | ホフマン・ノーラ / マキシム・ザボジン               | ホフマン・ノーラ / マキシム・ザボジン                                                                                       | ホフマン・ノーラ / マキシム・ザボジン                                                                                             | ホフマン・ノーラ / マキシム・ザボジン               | ホフマン・ノーラ / マキシム・ザボジン               |
| 11          | 13 84.11                                            | 43.40 40.71                                         | So Excited（曲：ジャネット・ジャクソン）Hush Hush（曲：プッシーキャット・ドールズ）Rock This Party                          | RRoLi4 (+0.50) DiSt3 (+0.60) STw4 (0.00) SlLi4 (+0.70) CiSt2 (+1.00) CuLi3 (+0.60) CoSp4 (0.00) Li+TRANS                          | 0                                                   | 13 167.23                                           |
| 12          | エカテリーナ・ボブロワ / ドミトリー・ソロビエフ     | エカテリーナ・ボブロワ / ドミトリー・ソロビエフ     | エカテリーナ・ボブロワ / ドミトリー・ソロビエフ                                                                             | エカテリーナ・ボブロワ / ドミトリー・ソロビエフ                                                                                   | エカテリーナ・ボブロワ / ドミトリー・ソロビエフ     | エカテリーナ・ボブロワ / ドミトリー・ソロビエフ     |
| 12          | 14 82.88                                            | 42.30 41.58                                         | アルビノーニのアダージョ（作曲：レモ・ジャゾット , 演奏 イル・ディーヴォ）                                                  | CoSp4 (+0.30) CuLi2 (+0.70) CiSt2 (+0.80) STw4 (+0.60) SlLi4+RoLi4(+0.80) MiSt2 (+0.20) RoLi4 (+0.40) Li+TRANS                    | 1 リフト 時間 超過                                  | 15 163.35                                           |
| 13          | エミリー・サミュエルソン / エヴァン・ベイツ         | エミリー・サミュエルソン / エヴァン・ベイツ         | エミリー・サミュエルソン / エヴァン・ベイツ                                                                                 | エミリー・サミュエルソン / エヴァン・ベイツ                                                                                       | エミリー・サミュエルソン / エヴァン・ベイツ         | エミリー・サミュエルソン / エヴァン・ベイツ         |
| 13          | 11 88.94                                            | 46.40 42.54                                         | 大地の歌（作曲：フランチェスコ・サルトリ、演奏：サラ・ブライトマン , アンドレア・ボチェッリ                                 | CuLi4 (+0.50) CuLi4+RoLi4 (+0.80) STw4 (+0.40) CiSt3 (+0.80) SlLi4 (+1.00) Li+TRANS MiSt3 (+0.80) Sp4 (+0.50)                     | 0                                                   | 11 174.30                                           |
| 第4グループ |                                                     |                                                     | | |                                                     |                                                     |
| 14          | アレクサンドラ・ザレツキー / ロマン・ザレツキー     | アレクサンドラ・ザレツキー / ロマン・ザレツキー     | アレクサンドラ・ザレツキー / ロマン・ザレツキー                                                                             | アレクサンドラ・ザレツキー / ロマン・ザレツキー                                                                                   | アレクサンドラ・ザレツキー / ロマン・ザレツキー     | アレクサンドラ・ザレツキー / ロマン・ザレツキー     |
| 14          | 10 90.64                                            | 45.20 45.44                                         | シンドラーのリスト（作曲：ジョン・ウィリアムズ）                                                                            | SlLi4 (+0.80) CuLi4 (+0.50) STw4 (+0.20) CiSt3 (+0.80) CuLi4+RoLi4 (+0.50) DiSt2 (+1.00) CoSp4 (+0.60) Li+TRANS                   | 0                                                   | 10 180.26                                           |
| 15          | シネイド・ケアー / ジョン・ケアー                   | シネイド・ケアー / ジョン・ケアー                   | シネイド・ケアー / ジョン・ケアー                                                                                           | シネイド・ケアー / ジョン・ケアー                                                                                                 | シネイド・ケアー / ジョン・ケアー                   | シネイド・ケアー / ジョン・ケアー                   |
| 15          | 9 92.23                                             | 44.30 47.93                                         | Krwlng（曲：リンキン・パーク）                                                                                              | CoSp4 (+0.80) STw3 (-0.30) CuLi4 (+0.50) SlLi4 (+1.10) CiSt3 (+1.00) SlLi2+RoLi4 (+1.00) DiSt3 (+0.60) Li+TRANS                   | 0                                                   | 8 186.01                                            |
| 16          | ナタリー・ペシャラ / ファビアン・ブルザ             | ナタリー・ペシャラ / ファビアン・ブルザ             | ナタリー・ペシャラ / ファビアン・ブルザ                                                                                     | ナタリー・ペシャラ / ファビアン・ブルザ                                                                                           | ナタリー・ペシャラ / ファビアン・ブルザ             | ナタリー・ペシャラ / ファビアン・ブルザ             |
| 16          | 7 94.37                                             | 46.90 47.47                                         | Kika（作曲：Ezekiel）、レクイエム・フォー・ドリーム（作曲：クリント・マンセル）                                             | CoSp4 (+0.80) CuLi4 (+0.90) CiSt3 (+0.80) CuLi4+RoLi4 (+0.80) SlLi4 (+0.60) DiSt3 (+1.20) STw4 (+0.20) Li+TRANS                   | 0                                                   | 7 190.49                                            |
| 17          | イザベル・ドロベル / オリヴィエ・シェーンフェルダー | イザベル・ドロベル / オリヴィエ・シェーンフェルダー | イザベル・ドロベル / オリヴィエ・シェーンフェルダー                                                                         | イザベル・ドロベル / オリヴィエ・シェーンフェルダー                                                                               | イザベル・ドロベル / オリヴィエ・シェーンフェルダー | イザベル・ドロベル / オリヴィエ・シェーンフェルダー |
| 17          | 6 97.06                                             | 46.00 51.06                                         | 見果てぬ夢作曲：ジャック・ブレル）                                                                                          | STw2 (+0.80) CuLi4 (+0.60) CoSp4 (+0.90) CiSt3 (+1.80) SlLi2+RoLi4 (+1.20) DiSt2 (+1.60) RoLi4 (+1.00) Li+TRANS                   | 0                                                   | 6 193.73                                            |
| 18          | ヤナ・ホフロワ / セルゲイ・ノビツキー               | ヤナ・ホフロワ / セルゲイ・ノビツキー               | ヤナ・ホフロワ / セルゲイ・ノビツキー                                                                                       | ヤナ・ホフロワ / セルゲイ・ノビツキー                                                                                             | ヤナ・ホフロワ / セルゲイ・ノビツキー               | ヤナ・ホフロワ / セルゲイ・ノビツキー               |
| 18          | 8 93.11                                             | 45.50 47.61                                         | 火の鳥（作曲：ストラヴィンスキー） , 水族館（「動物の謝肉祭」より、作曲：サン＝サーンス）                                   | RoLi4 (+1.00) CoSp4 (+0.60) STw4 (+0.50) CiSt2 (+0.80) SlLi4+CuLi4 (+1.10) DiSt2 (+1.00) SlLi4 (+0.50) Li+TRANS Li+TRANS          | 0                                                   | 9 185.86                                            |
| 第5グループ |                                                     |                                                     | | |                                                     |                                                     |
| 19          | メリル・デイヴィス / チャーリー・ホワイト           | メリル・デイヴィス / チャーリー・ホワイト           | メリル・デイヴィス / チャーリー・ホワイト                                                                                   | メリル・デイヴィス / チャーリー・ホワイト                                                                                         | メリル・デイヴィス / チャーリー・ホワイト           | メリル・デイヴィス / チャーリー・ホワイト           |
| 19          | 2 107.19                                            | 52.80 55.39                                         | ミュージカル『オペラ座の怪人』より）序曲、Music of the Night, Point of No Return（作曲：アンドリュー・ロイド・ウェバー）    | CoSp4 (+1.40) SlLi4+RoLi4 (+1.40) CiSt3 (+2.00) SlLi4 (+1.50) STw4 (+1.40) DiSt3 (+2.00) RoLi4 (+1.50) Li+TRANS                   | 1 リフト 時間 超過                                  | 2 215.74                                            |
| 20          | フェデリカ・ファイエラ / マッシモ・スカリ           | フェデリカ・ファイエラ / マッシモ・スカリ           | フェデリカ・ファイエラ / マッシモ・スカリ                                                                                   | フェデリカ・ファイエラ / マッシモ・スカリ                                                                                         | フェデリカ・ファイエラ / マッシモ・スカリ           | フェデリカ・ファイエラ / マッシモ・スカリ           |
| 20          | 5 99.11                                             | 47.70 51.41                                         | 移民（『ゴッドファーザーPARTII』より、作曲：ニーノ・ロータ）                                                                | SlLi4 (+1.10) CoSp3 (+0.60) CiSt3 (+1.20) CuLi4+RoLi4 (+1.00) DiSt3 (+1.40) STw4 (+0.50) CuLi4 (+1.00) Li+TRANS                   | 0                                                   | 5 199.17                                            |
| 21          | テッサ・ヴァーチュ / スコット・モイア               | テッサ・ヴァーチュ / スコット・モイア               | テッサ・ヴァーチュ / スコット・モイア                                                                                       | テッサ・ヴァーチュ / スコット・モイア                                                                                             | テッサ・ヴァーチュ / スコット・モイア               | テッサ・ヴァーチュ / スコット・モイア               |
| 21          | 1 110.42                                            | 53.10 57.32                                         | 交響曲第5番（作曲 グスタフ・マーラー、編曲：Ryner Stoetzer）                                                                | CuLi4+RoLi4 (+1.50) CoSp4 (+1.10) CiSt3 (+2.00) STw4 (+1.50) SlLi4 (+1.50) DiSt3 (+2.40) RoLi4 (+1.50) Sp+TRANS Li+TRANS          | 0                                                   | 1 221.57                                            |
| 22          | タニス・ベルビン / ベンジャミン・アゴスト           | タニス・ベルビン / ベンジャミン・アゴスト           | タニス・ベルビン / ベンジャミン・アゴスト                                                                                   | タニス・ベルビン / ベンジャミン・アゴスト                                                                                         | タニス・ベルビン / ベンジャミン・アゴスト           | タニス・ベルビン / ベンジャミン・アゴスト           |
| 22          | 4 99.74                                             | 48.00 51.74                                         | カッチーニのアヴェ・マリア（作曲：ウラディーミル・ヴァヴィロフ、歌：スミ・ジョー） , スタバト・マーテル（作曲：ロッシーニ） | STw2 (+1.00) CiSt3 (+1.60) SeLi4 (+1.10) CuLi4 (+1.00) MiSt3 (+1.20) RoLi4 (+1.00) CoSp4 (+1.00) Li+TRANS Li+TRANS                | 0                                                   | 4 203.07                                            |
| 23          | オクサナ・ドムニナ / マキシム・シャバリン           | オクサナ・ドムニナ / マキシム・シャバリン           | オクサナ・ドムニナ / マキシム・シャバリン                                                                                   | オクサナ・ドムニナ / マキシム・シャバリン                                                                                         | オクサナ・ドムニナ / マキシム・シャバリン           | オクサナ・ドムニナ / マキシム・シャバリン           |
| 23          | 3 101.04                                            | 48.00 53.04                                         | ふたりのベロニカ（作曲：ズビグニエフ・プレイスネル） , レクイエム・フォー・ドリーム（作曲：クリント・マンセル）             | CoSp3 (+0.90) RoLi4 (+1.00) STw4 (+0.90) SlLi4 (+1.30) SeSt2 (+1.60) DiSt3 (+1.00) Sp+TRANS SlLi4+CuLi4 (+1.20) Li+TRANS Li+TRANS | 0                                                   | 3 207.64                                            |

### 一覧
| 順位 | 名前                                                | 国・地域       | 合計点 | CD   | CD    | OD   | OD    | FD   | FD     |
| 順位 | 名前                                                | 国・地域       | 合計点 | 順位 | 得 点 | 順位 | 得 点 | 順位 | 得 点  |
| ---- | --------------------------------------------------- | -------------- | ------ | ---- | ----- | ---- | ----- | ---- | ------ |
| 1    | テッサ・ヴァーチュ & スコット・モイア               | カナダ         | 221.57 | 2    | 42.74 | 1    | 68.41 | 1    | 110.42 |
| 2    | メリル・デイヴィス & チャーリー・ホワイト           | アメリカ合衆国 | 215.74 | 3    | 41.47 | 2    | 67.08 | 2    | 107.19 |
| 3    | オクサナ・ドムニナ & マキシム・シャバリン           | ロシア         | 207.64 | 1    | 43.76 | 3    | 62.84 | 3    | 101.04 |
| 4    | タニス・ベルビン & ベンジャミン・アゴスト           | アメリカ合衆国 | 203.07 | 4    | 40.83 | 4    | 62.50 | 4    | 99.74  |
| 5    | フェデリカ・ファイエラ & マッシモ・スカリ           | イタリア       | 199.17 | 5    | 39.88 | 5    | 60.18 | 5    | 99.11  |
| 6    | イザベル・ドロベル & オリヴィエ・シェーンフェルダー | フランス       | 193.73 | 6    | 37.99 | 7    | 58.68 | 6    | 97.06  |
| 7    | ナタリー・ペシャラ & ファビアン・ブルザ             | フランス       | 190.49 | 9    | 36.13 | 6    | 59.99 | 7    | 94.37  |
| 8    | シネイド・ケアー & ジョン・ケアー                   | イギリス       | 186.01 | 8    | 37.02 | 8    | 56.76 | 9    | 92.23  |
| 9    | ヤナ・ホフロワ & セルゲイ・ノビツキー               | ロシア         | 185.86 | 7    | 37.18 | 9    | 55.57 | 8    | 93.11  |
| 10   | アレクサンドラ・ザレツキー & ロマン・タラン         | イスラエル     | 180.26 | 10   | 34.38 | 10   | 55.24 | 10   | 90.64  |
| 11   | エミリー・サミュエルソン & エヴァン・ベイツ         | アメリカ合衆国 | 174.30 | 14   | 31.37 | 11   | 53.99 | 11   | 88.94  |
| 12   | アンナ・カッペリーニ & ルカ・ラノッテ               | イタリア       | 167.32 | 12   | 33.13 | 12   | 51.45 | 15   | 82.74  |
| 13   | ホフマン・ノーラ & マキシム・ザボジン               | ハンガリー     | 167.23 | 13   | 31.90 | 13   | 51.22 | 13   | 84.11  |
| 14   | ヴァネッサ・クローン & ポール・ポワリエ             | カナダ         | 164.60 | 15   | 31.14 | 17   | 48.17 | 12   | 85.29  |
| 15   | エカテリーナ・ボブロワ & ドミトリー・ソロビエフ     | ロシア         | 163.35 | 17   | 29.86 | 15   | 50.61 | 14   | 82.88  |
| 16   | アンナ・ザドロズニュク & セルゲイ・ベルビーロ       | ウクライナ     | 163.15 | 11   | 33.87 | 16   | 50.02 | 17   | 79.26  |
| 17   | キャシー・リード & クリス・リード                   | 日本           | 159.60 | 18   | 29.49 | 14   | 50.81 | 16   | 79.30  |
| 18   | クリスティーナ・バイアー & ウィリアム・バイアー     | ドイツ         | 149.64 | 16   | 30.31 | 18   | 46.42 | 18   | 72.91  |
| 19   | 黄欣彤 & 鄭汛                                       | 中国           | 145.52 | 19   | 29.22 | 20   | 45.03 | 20   | 71.27  |
| 20   | ペニー・クームズ & ニコラス・バックランド           | イギリス       | 143.61 | 21   | 25.68 | 19   | 46.33 | 19   | 71.60  |
| 21   | カミラ・ハーイコバー & ダビト・ビンツォウル         | チェコ         | 133.81 | 22   | 23.19 | 22   | 40.54 | 21   | 70.08  |
| 22   | アリソン・リード & オタル・ジャパリゼ               | ジョージア     | 132.32 | 20   | 26.65 | 21   | 42.22 | 22   | 63.45  |
| 23   | イリーナ・シュトルク & タービ・ラント               | エストニア     | 115.18 | 23   | 21.73 | 23   | 35.21 | 23   | 58.24  |